# هيل بوغز
هيل بوغز (بالإنجليزية: Hale Boggs) (و. 1914 – 1972 م) هو سياسي، وضابط، ومحام من الولايات المتحدة الأمريكية ولد في مسيسيبي.
وهو عضو في الحزب الديمقراطي الأمريكي .

## التعليم
تعلم في جامعة تولين.